# Aylmer, Québec
Aylmer är en stadsdel i Gatineau i Québec i Kanada, till 2001 en separat stad. Den ligger i regionen Outaouais, tvärs över Ottawafloden från den kanadensiska huvudstaden Ottawa. Antalet invånare är 74 750.
År 2002 blev Aylmer del av den större staden Gatineau, som tillsammans med Ottawa utgör den Nationella Huvudstadsregionen. Aylmer har fått sitt namn från lord Aylmer, som var generalguvernör över Brittiska Nordamerika, och generallöjtnant av Nedre Kanada mellan 1830 och 1835 (formellt från 1831).
Området marknadsför sig som "Huvudstadens fritidshuvudstad", och har många golfbanor, cykelbanor och grönområden, samt en marina. Däremot finns väldigt litet industri i sektorn, som i huvudsak består av bostadsbebyggelse. Nästan alla affärer, tjänsteinrättningar och restauranger finns belägna längs gatan Chemin d'Aylmer. 
Befolkningen är ungefär 30 % engelskspråkig och 61 % franskspråkig. En stor del av arbetskraften pendlar över floden till Ottawa.